# Geórgios Karaïskákis
Geórgios Karaïskákis (en grec moderne : Γεώργιος Καραϊσκάκης), né en 1780 ou 1782 et mort au combat près d'Athènes le 23 avril 1827 (5 mai dans le calendrier grégorien), est un chef militaire et un héros de la guerre d'indépendance grecque.
Chétif et poitrinaire, il lui arrive de se faire porter en litière sur la ligne de feu. Il compense cette faiblesse physique par un grand charisme.

## Origines et formation
Il était le fils illégitime d'un capétan (chef d'une troupe de klephtes) de la région des Agrapha et d'une religieuse, d'où son surnom de « fils de la nonne ». Sa mère était la nièce d'un autre armatole, Gogos Bakolas. Deux villages revendiquent sa naissance, Mavrommáti (el), dans le district de Karditsa, et Skoulikariá (el) dans celui d'Arta.
Geórgios commença sa carrière militaire comme klephte dans cette même région avant d'entrer au service d'Ali Pacha de Janina dans sa garde personnelle, tout comme un autre klephte célèbre, Odysséas Androútsos.

## Guerre d'indépendance

Le camp de Karaïskakis par Theodoros P. Vryzakis.

Il s'engagea dès 1821 dans la guerre d'indépendance grecque, s'illustrant au début de la guerre dans les combats de l'ouest de la Grèce centrale. Makriyánnis raconte dans ses Mémoires que le 8 juin, Karaïskákis « fut blessé dans ses parties car, pour se moquer des Turcs, il leur avait montré son postérieur. »
Il joua un rôle important lors des sièges de Missolonghi.
Ayant pris le contrôle de l'armatolat des Agrafa au début de la guerre, il en fut chassé à l'été 1823 par la contre-attaque ottomane ; atteint de tuberculose, il se retira à Céphalonie. En décembre il gagna Missolonghi.
Il fut accusé et condamné pour haute trahison début avril 1824 à Missolonghi, à l'instigation d'Aléxandros Mavrokordátos ; s'étant vu refuser l'armatolat des Agrafa par ce dernier, il serait entré en négociations avec le général ottoman Omer Vryonis et aurait fait occuper l'îlot fortifié de Vassiladi défendant la lagune. La sévérité de la sentence et la partialité du tribunal provoquèrent l'indignation générale, et le procès fut annulé. Il regagna les montagnes de Grèce centrale, puis se rendit en juin à Nauplie où il fut confirmé dans ses grades et fonctions par le gouvernement.
Fin 1824, il prit part avec d'autres Rouméliotes à la seconde guerre civile grecque, dans le camp « gouvernemental » de Kolettis, participant au pillage des propriétés des insurgés dans le Péloponnèse. La victoire des Rouméliotes accrut son prestige. Il retourna en Roumélie en mai 1825, comme général en chef des armées de Grèce continentale, après la mort d'Androutsos et l'effacement forcé de Theódoros Kolokotrónis.
Il participa aux opérations du siège de Missolonghi de 1825 à 1826. Après la chute de la ville en avril 1826, il se replia sur Nauplie puis participa à des combats en Attique, dont la défaite de Chaïdari conjointement avec Fabvier en août. Il fut un des soutiens de Ioánnis Kapodístrias car il désirait donner un gouvernement stable à la Grèce.
Il regagna la Grèce centrale en octobre. En novembre-décembre 1826, il remporta la bataille d'Arachova, ce qui lui apporta un grand prestige. Après d'autres succès en Grèce continentale, il rejoint l'Attique en mars 1827 pour participer aux tentatives de dégager l'Acropole d'Athènes assiégée par l'armée ottomane. Il était alors le chef grec le plus influent de l'armée des insurgés, commandée à partir d'avril par le général Church et l'amiral Cochrane. Il se heurta fréquemment avec ce dernier à propos de la stratégie à suivre.
Il fut blessé au ventre lors d'une escarmouche et mourut a priori le 23 avril du calendrier julien, juste avant la bataille d'Analatos. Sa mort contribua à la défaite de son camp.

## Postérité

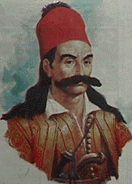
Portrait

Il eut au moins une fille et un fils :
- Pénélope, mariée un peu avant sa mort à Andréas Notaras, fils d'un primat de la région de Corinthe, afin de renforcer les liens entre Péloponnésiens et Rouméliotes[4].
- Spyridon, militaire et ministre

Un stade, construit dans les environs du lieu de sa mort près du Pirée, a été baptisé en son honneur.
Il a aussi donné son nom à un ancien quartier du Pirée, considéré comme un endroit mal famé dans les années 1930 et évoqué à ce titre dans plusieurs chansons d'époque ; détruit par un incendie, il n'a pas été reconstruit et a été remplacé par la place Karaïskakis.